# Iffigheim
Iffigheim ist ein Gemeindeteil des Marktes Seinsheim im unterfränkischen Landkreis Kitzingen. Die Gemarkung Iffigheim hat eine Fläche von 2,849 km². Sie ist in 646 Flurstücke aufgeteilt, die eine durchschnittliche Fläche von 4410,68 m² haben. In ihr liegen neben dem namensgebenden Ort die Gemeindeteile Backofenmühle, Beigelsmühle, Dorfmühle, Nagelsmühle und Schleifmühle.

## Geografische Lage
Das Kirchdorf liegt in Tallage an der Iff, einem linken Zufluss des Breitbachs, und ist allseits von Acker- und Grünland umgeben. Der Mühlgraben mündet innerorts als rechter Zufluss in die Iff. Die Staatsstraße 2418 führt nach Seinsheim (1,1 km südöstlich) bzw. nach Obernbreit (3,3 km nordwestlich). Die Kreisstraße KT 20 führt nach Wässerndorf (0,7 km südwestlich), die Kreisstraße KT 55 führt nach Tiefenstockheim (2 km nördlich).

## Geschichte
Der Ortsname verweist auf die Fränkische Landnahme im 6. oder 7. Jahrhundert. Das Grundwort -heim war zu diesem Zeitpunkt in Mode und deutet auf die Besiedlung durch einen fränkischen Adeligen hin, der das Dorf zu seinem Heim machte. Das Bestimmungswort Iffig- geht nicht auf den Bach Iff zurück, der durch Iffigheim fließt, sondern leitet sich vom Personennamen Uffo ab.
Der Ort wurde in der älteren Literatur zusammen mit den benachbarten Dörfern Herrnsheim, Seinsheim und Weigenheim als Reichsdorf bezeichnet, das nur dem Kaiser unterstellt war. Allerdings besaß das Reichsoberhaupt dort wohl nur die Vogtei, die er vom Würzburger Bischof erhalten hatte. Nach dem Niedergang der Staufer in der zweiten Hälfte des 12. Jahrhunderts übernahmen die Hohenlohe diese „Reichsgüter unter den Bergen“ (bona sub montibus).
Lange Zeit hatte Iffigheim zusammen mit sieben anderen Dörfern Anteil am sogenannten Kunigundenwald, der in Form einer Markgenossenschaft verwaltet wurde. Erst 1458 löste man diese Form der Verwaltung auf.
Im Jahr 1281 wurde „Uffenkein“, wie es damals genannt wurde, erstmals erwähnt. Zunächst saßen dort die Ritter von Iffigheim als Ministeriale der Grafen zu Castell. So erhielt Otto von Ueffikheim von Leonhard zu Castell im Jahr 1405 ein Gut verliehen. Die Dorfherren wechselten im Mittelalter häufig, erst in der Frühen Neuzeit konnten sich die Fürsten von Schwarzenberg als alleinige Herren durchsetzen. Sie führten um 1530 die Reformation ein. Nachdem die Fürsten im Jahr 1627 wiederum katholisch geworden waren, nahmen auch die Bewohner des Dorfs wieder das alte Bekenntnis an. Das Dorf war lange Zeit Teil der schwarzenbergischen Zent Seinsheim. Später kamen das Kloster Ebrach und der Dompropst von Würzburg in den Besitz von Iffigheim.
Gegen Ende des 18. Jahrhunderts bestand Iffigheim aus 46 Hofreiten und 5 Mühlen. Hoch- und Niedergericht sowie die Dorf- und Gemeindeherrschaft hatte das Schwarzenbergische Amt Wässerndorf inne.
Im Jahr 1806 kam Iffigheim an das Königreich Bayern. Mit dem Gemeindeedikt (frühes 19. Jahrhundert) wurde Iffigheim dem Steuerdistrikt Seinsheim zugewiesen. Wenig später entstand die Ruralgemeinde Iffigheim mit den Orten Backofenmühle, Beigelsmühle, Dorfmühle, Nagelsmühle und Schleifmühle. Sie war in Verwaltung und Gerichtsbarkeit dem Herrschaftsgericht Hohenlandsberg zugeordnet und in der Finanzverwaltung dem Rentamt Scheinfeld, nach dessen Auflösung im Jahr 1818 dem Rentamt Iphofen. Mit der Auflösung des Herrschaftsgerichtes im Jahr 1850 kam Iffigheim an das Landgericht Markt Bibart. Am 25. August 1857 wurde die Gemeinde an das Landgericht Marktbreit und an das Rentamt Ochsenfurt überwiesen (1919 in Finanzamt Ochsenfurt umbenannt). Ab 1862 war das Bezirksamt Kitzingen (1939 in Landkreis Kitzingen umbenannt) für die Verwaltung der Gemeinde zuständig. Die Gerichtsbarkeit blieb beim Landgericht Marktbreit (1879 in Amtsgericht Marktbreit umbenannt), ab 1932 war das Amtsgericht Ochsenfurt zuständig. 1964 hatte die Gemeinde eine Gebietsfläche von 2,820 km². Am 1. Juli 1972 wurde Iffigheim an das Finanzamt Kitzingen und das Amtsgericht Kitzingen überwiesen. Am 1. Mai 1978 wurde Iffigheim im Zuge der Gebietsreform in Bayern nach Seinsheim eingegliedert.

### Baudenkmäler

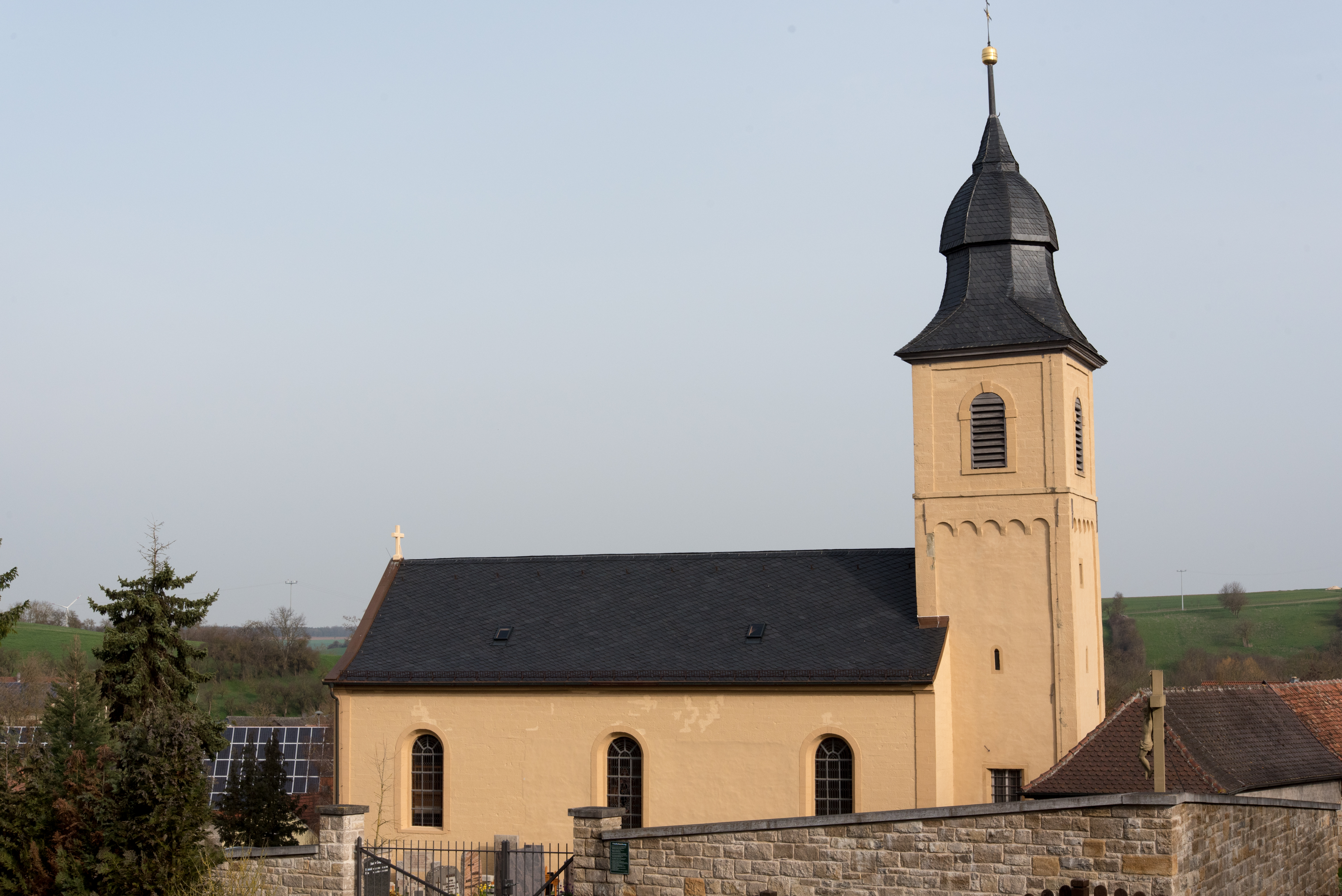
Die Johanneskirche in Iffigheim

In Iffigheim gibt es acht Baudenkmäler:
- Die katholische Pfarrkirche des Dorfes ist dem heiligen Johannes Baptist geweiht. Sie entstand im Jahr 1808 unter Einbeziehung des Turmes aus dem 13. Jahrhundert. Innen überwiegt die klassizistische Ausstattung des 19. Jahrhunderts. Die Deckenfresken mit der Taufe Christi stammen aus dem Jahr 1898 und wurden von Eulogius Böhler angefertigt. Ursprünglich umgab eine Kirchenburg das Gotteshaus, einige Gaden haben sich erhalten.
- Neben der Kirche gibt es im Dorf mehrere Bildstöcke und Hausreliefs, die zumeist aus dem 19. Jahrhundert stammen und biblische Darstellungen tragen. Kunsthistorisch bedeutsam ist der Bildstock von 1511. Er wurde am Fuße der Kirchentreppe aufgestellt und zeigt in seinem Aufsatz die Heiligste Dreifaltigkeit. Im Jahr 1959 wurde der Stock umfassend erneuert. Ein barocker Brunnen bildet den Mittelpunkt des Dorfes.

### Bodendenkmäler
In der Gemarkung Iffigheim gibt es drei Bodendenkmäler.

### Einwohnerentwicklung
Gemeinde Iffigheim
| Jahr      | 1818   | 1840   | 1852   | 1855   | 1861   | 1867   | 1871   | 1875   | 1880   | 1885   | 1890   | 1895   | 1900   | 1905   | 1910   | 1919   | 1925   | 1933   | 1939   | 1946   | 1950   | 1952   | 1961   | 1970   |
| Einwohner | 196    | 257    | 240    | 254    | 259    | 253    | 251    | 229    | 223    | 214    | 208    | 203    | 214    | 214    | 206    | 227    | 229    | 236    | 210    | 304    | 299    | 263    | 224    | 210    |
| Häuser    | 49     | 50     |        |        |        |        | 53     |        |        | 52     | 51     |        | 49     |        |        |        | 48     |        |        |        | 49     |        | 51     |        |
| Quelle    | [ 10 ] | [ 19 ] | [ 20 ] | [ 20 ] | [ 21 ] | [ 22 ] | [ 23 ] | [ 24 ] | [ 25 ] | [ 26 ] | [ 27 ] | [ 20 ] | [ 28 ] | [ 20 ] | [ 29 ] | [ 20 ] | [ 30 ] | [ 20 ] | [ 20 ] | [ 20 ] | [ 31 ] | [ 20 ] | [ 14 ] | [ 32 ] |

Ort Iffigheim
| Jahr      | 001818 | 001840 | 001861 | 001871 | 001885 | 001900 | 001925 | 001950 | 001961 | 001970 | 001987 | 002000 | 002006 | 002013 |
| Einwohner | 166    | 222    | *259   | 214    | 172    | 183    | 202    | 271    | 195    | 191    | 167    | *201   | *188   | *189   |
| Häuser    | 39     | 44     |        |        | 45     | 44     | 43     | 43     | 46     |        | 53     |        |        |        |
| Quelle    | [ 10 ] | [ 19 ] | [ 21 ] | [ 23 ] | [ 26 ] | [ 28 ] | [ 30 ] | [ 31 ] | [ 14 ] | [ 32 ] | [ 33 ] | [ 1 ]  | [ 1 ]  | [ 1 ]  |

## Religion
Iffigheim ist römisch-katholisch geprägt und bis heute nach St. Peter und Paul (Seinsheim) gepfarrt.